# Rolfina
Rolfina es un género de foraminífero bentónico de la familia Rosalinidae, de la superfamilia Discorboidea, del suborden Rotaliina y del orden Rotaliida. Su especie tipo era Rolfina arnei. Su rango cronoestratigráfico abarca desde el Chattiense (Oligoceno superior) hasta el Aquitaniense (Mioceno inferior).

## Clasificación
Rolfina incluye a la siguiente especie:
- Rolfina arnei †